# 洪泽湖大堤
洪泽湖大堤，古称高家堰，是位于中国江苏省淮安市的古代水利工程。
高家堰（洪泽湖大堤）始建于东汉建安五年（200年） ，由广陵太守陈登主持建筑，初为30里。当时还没有洪泽湖，大堤是在淮河边的富陵湖、白水塘等诸湖荡的东北隅。明永乐年间，漕运总督陈瑄在武墩至周桥之间兴工修堤。明万历年间，漕运总督潘季驯又将大堤延筑至蒋坝，大堤基本定型。清代經過歷任河道總督、江南河道總督如靳輔、張鵬翮、蘭第錫、吳璥、徐端、黎世序、張井等持續修建以成今貌。
从明万历八年（1580年）起，洪泽湖大堤在迎水面开始增筑直立条石墙护面，到清乾隆十六年（1751年）的171年内，筑成长60.1公里，高7至8米的石工墙，蜿蜒曲折共108弯，甚为壮观。且规格统一，是用长0.8至1.2米、宽厚各0.4米的6万多块条石砌成，筑工精细。 
大堤沿线有减水坝如仁、义、礼、智、信五座遗址（其中信坝保存较为完好）、林坝、新信坝、蒋家坝，蒋坝镇以南的仁、义、礼坝。还有众多的名胜古迹如周桥越堤遗址、镇水铁牛、乾隆御碑、三河闸等。
2006年，洪泽湖大堤被列为第六批全国重点文物保护单位。此前洪泽湖大堤已被江苏省文物局作为申报世界文化遗产的推荐名单，上报国家文物局。